# Pinheiro Machado (homme politique)
Pour la ville brésilienne de l'État du Rio Grande do Sul voir Pinheiro Machado
José Gomes Pinheiro Machado, né à Cruz Alta (Rio Grande do Sul, Brésil) le 8 mai 1851 et assassiné le 8 septembre 1915, est un homme politique brésilien.
Il a été un chef républicain, un Sénateur de la République (1890-1915), un fondateur du Parti Républicain Conservateur et le Vice-président du Sénat Fédéral.

## Biographie
À quinze ans d'âge, élève de l'École Militaire à Rio de Janeiro, il a abandonné ses études en 1865, pour combattre dans la Guerre du Paraguay comme engagé du Corps de Volontaires de la Patrie, où il est resté jusqu'en 1868. 
Il est entré dans la Faculté de Droit de la Place de San Francisco, à São Paulo, en 1878, en créant avec d'autres collègues le Club Républicain Académique et le journal « la République », en s'engageant dans la propagande des idées républicaines.
Il se forme et retourne pour le Rio Grande, en se fixant dans la Ville de São Luís des Missions, actuel São Luís Gonzaga, avec panneau de loi. Il établit premier parti républicain riograndense dans cette ville et s'engage dans la propagande par l'établissement de la République au Brésil, conjointement avec de grands noms :  Venâncio Aires, Júlio Prates de Castilhos, Demétrio Ribeiro, Apolinário Porto Alegre, Ramiro Barcelos et Joaquim Francisco de Assis Brésil.
Avec la victoire du régime républicain, il a été élu sénateur par son État pour l'Assemblée Constitutive de 1890/1891, dans la ville de Rio de Janeiro, capitale du pays.
En 1893, il s'initie la Révolution Fédéraliste à Rio Grande do Sul, qui représente un grand menace au nouveau régime, raison par laquelle Pinheiro Machado abandonne son siège de sénateur pour combattre ce mouvement armé, en organisant la légendaire Division du Nord qui a héroïquement soutenu la lutte contre les forces de Gumercindo Saraiva. En ayant mis en échec les rebelles dans la Bataille de Passo Fundo, pour lequel il lui a été rendu hommage par le Maréchal Floriano Peixoto avec le brevet de général, il est retourné au Sénat, où il reste jusqu'à son décès. 
Il a été une présence marquante dans la vie politique nationale, si en constituant dans un des facteurs de la stabilité du régime républicain duquel c'était un fidèle soldat et servant. Il a soutenu avec son prestige et force morale plusieurs gouvernements républicains, principalement celui de son ami et coreligionnaire le Maréchal Hermes da Fonseca, en assurant de la Présidence du Sénat la stabilité nécessaire à la consolidation du régime républicain au Brésil.
Son inflexibilité dans la défense des principes républicaines lui ont valu beaucoup d'ennemis, et il est mort assassiné par Manso de Paiva le 8 septembre 1915, dans l'Hôtel des Étrangers.